# تاراسو (كوستاريكا)

مقاطعة تاراسو في محافظة سان خوسيه

تاراسو أو تَرَسو، و هي المقاطعة الخامسة لمحافظة سان خوسيه بكوستاريكا. و تبلغ مساحتها 297.5 كم². و يقارب عدد سكانها 15,142 نسمة، و المدينة الرئيسية للمقاطعة هي مدينة سان ماركوس.
يشكل نهر بيرّيس ( و يدعى أيضا نهر باريتا ) جزءا كبيرا من حدودها الشمالية، والذي يصل إلى الجنوب قاطعا سلسلة الجبال الساحلية إلى حدود محافظة بونتاريناس.

## المناطق

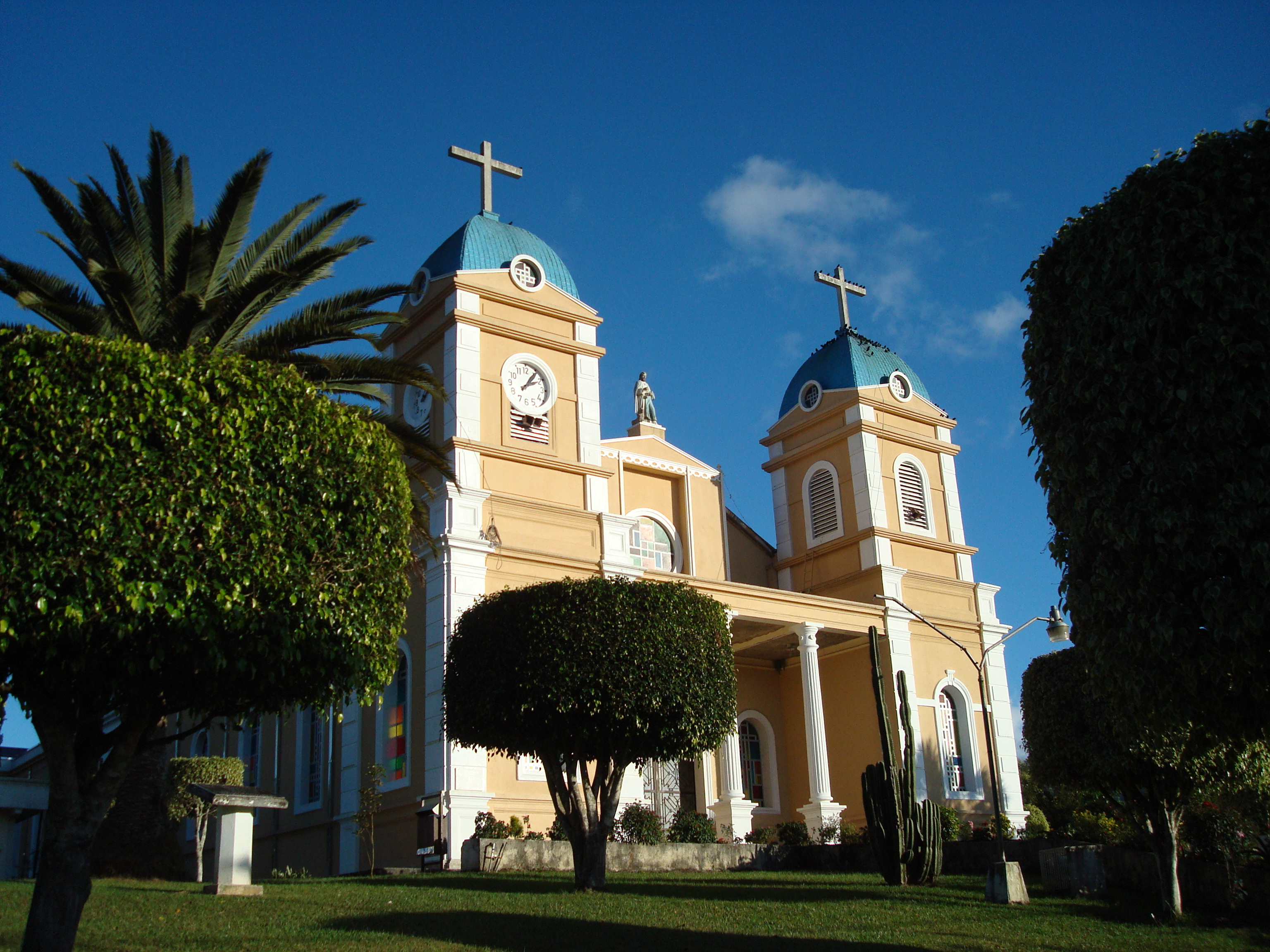
كنيسة سان ماركوس رومان في تاراسو، كوستاريكا

و تقسم مقاطعة تاراسو إلى ثلاث مناطق :
1. سان ماركوس
2. سان لورينسو
3. سان كارلوس

## التاريخ
تم تأسيس هذه المقاطعة بقرار تشريعي في 7 آب بعام 1868، وكانت جزئا من مقاطعة ديسامبارادوس في ذلك الحين.

## الجغرافيا
تبعد تاراسو 70 كم عن جنوب العاصمة سان خوسيه، في واد عريق محاط بالجبال والتي هي جزء من تلامنكا في جنوب كوستاريكا، و يرتفع قلب مدينة سان ماركوس حوالي 1350 متر عن مستو البحر كما أنه محاط بالعديد من الجبال العالية والتي للعديد منها قمم ذات ارتفاع 3000 متر فوق سطح الماء.

## الاقتصاد
تعتبر قهوة الجبال هي المصدر الأساسي لدخل الناس والتجار المحبيين، كما ازدادت السياحة وإنتاج الأفوكادو بشكل كبير. في كانون الأول، كانون الثاني وشباط، يزداد أعداد الماشية لأنه وقت الحصاد،
سان ماركوس المدينة الأكبر في المنطقة أصبحت مركز الفعاليات الاقتصادية، وفي الآونة الأخيرة استثمر معهد الكهرباء ملايين الدولارات لبناء سد بيريس إيريذو. و بدأ بإنتاج الكهرباء ببداية آذار 2011. و الآن هذا السد يعتبر من أهم السدود في أمريكا الوسطى و سيكون مفتاح تطور الاقتصاد في المنطقة، ليس فقط في المرتفعات وإنما في مناطق كيبوس وباريتا.
تاروسو بالتحديد منطقة سان لورينسو تنتج القهوة المرغوبة بشكل كبير في كوستاريكا، حيث تزرع قهوة فينكا بالميليرا هنا. في تشرين الثاني 2012 أصبحت القهوة الأغلى افي الولايات المتحدة.